# プロッター

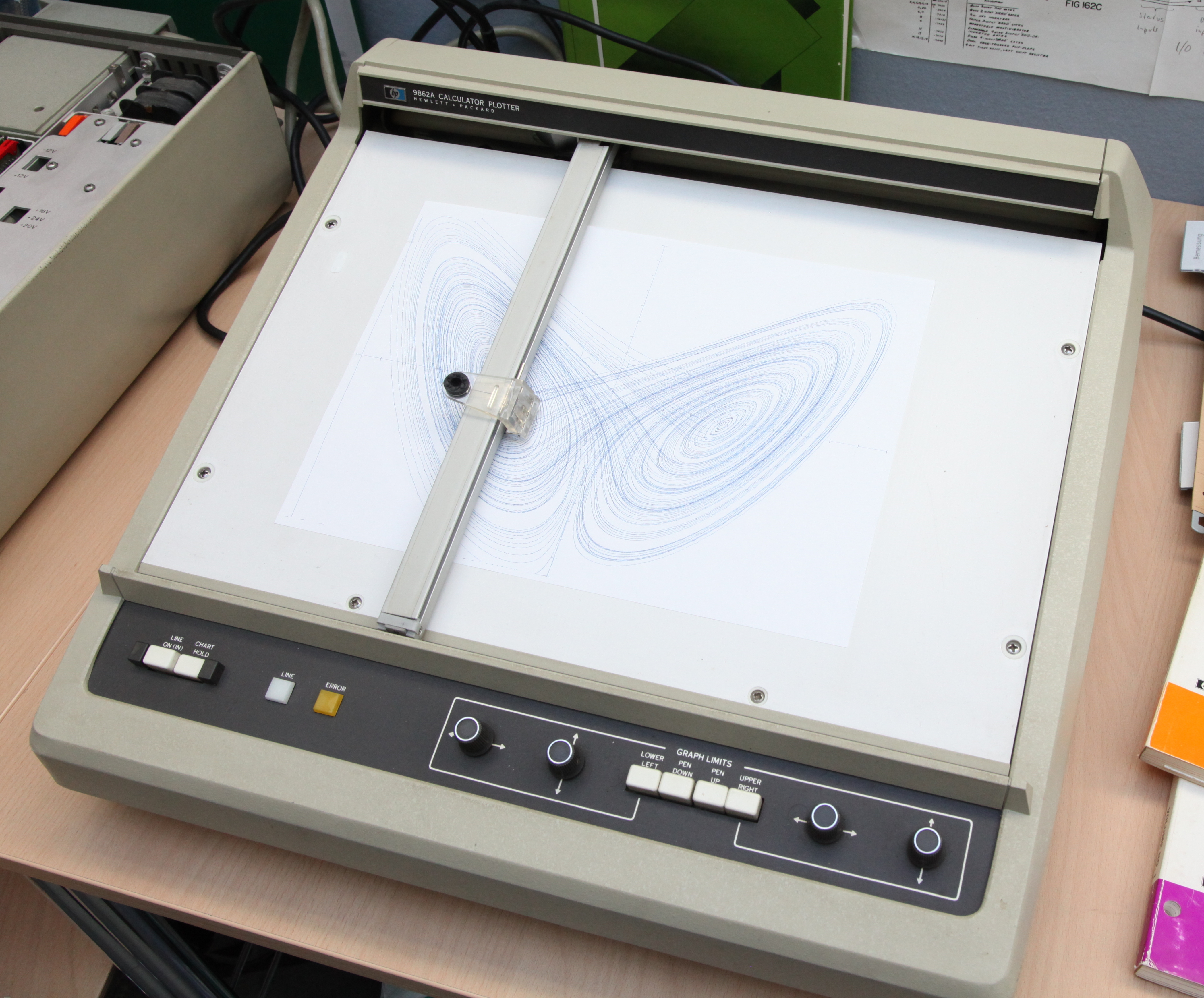
フラットベッド式のプロッターの例。HP 9862A

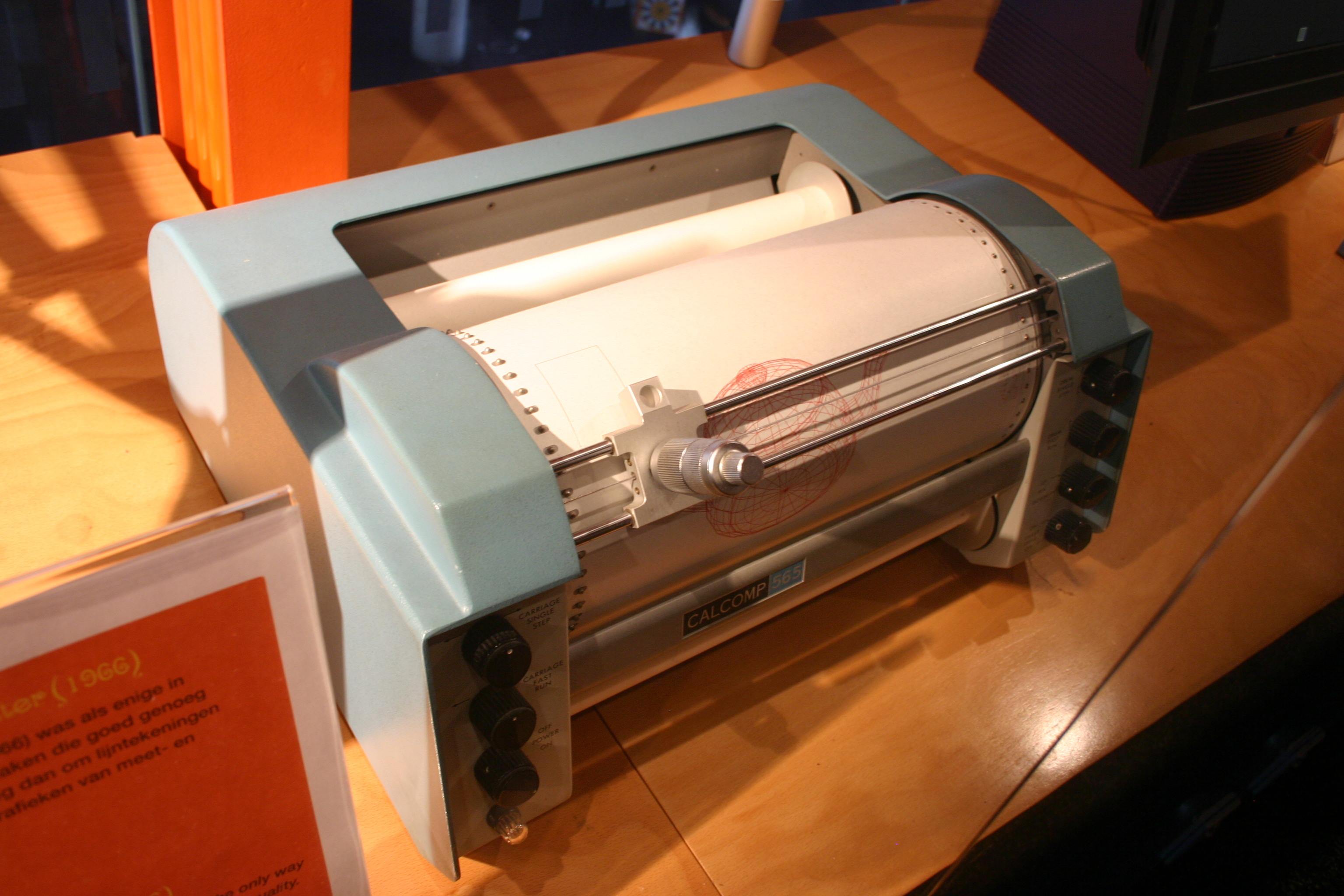
ドラム式のプロッターの例。Calcomp 565

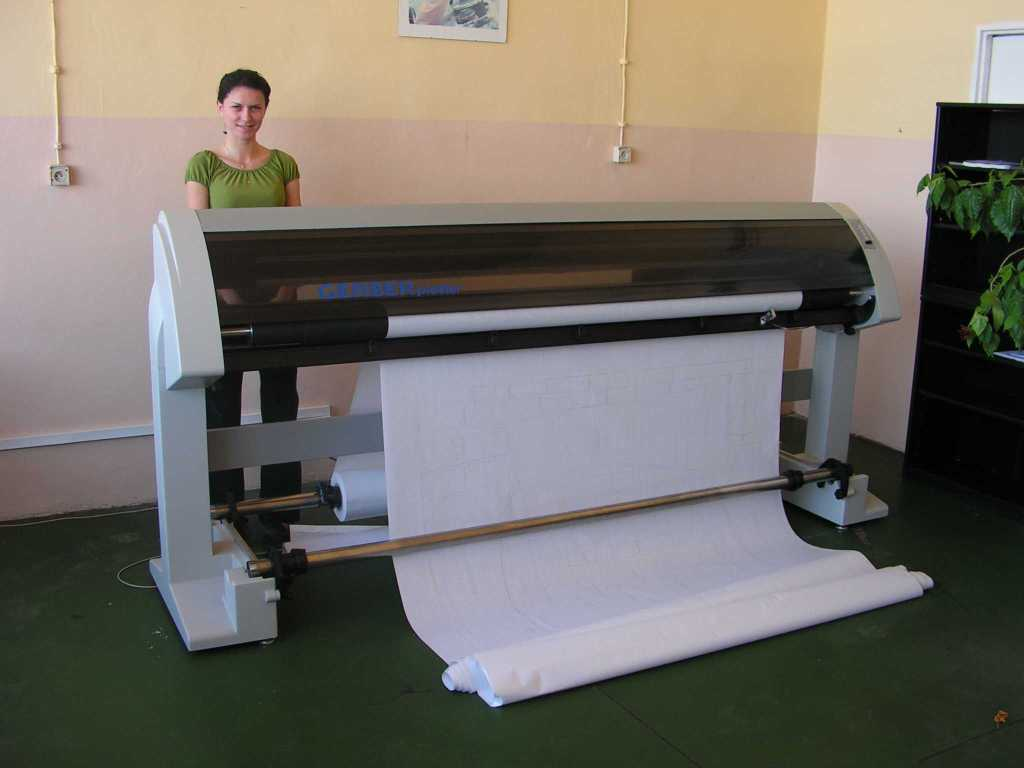
インクジェット式プロッターの例

プロッター (英: plotter) は、コンピュータの出力機器の一種で、ベクターデータ（線を表現したデータ）を基に動作するものこと。
この装置はもともとは、線を表現したデータを紙の上に線として現実化するにあたり、内部的には一旦、点の集まりのように扱い、X,Yの値を一組ずつ内部的に指示し線的に結びつける（＝plot）ようにペン先の位置を制御する、という発想の装置なので「plotter」と名づけられた。台の上に紙を固定して、X,Yの方向にペンが動くタイプは、「X-Yプロッタ」とも呼ばれるようになった。当初はペンを装着して用いられたので「ペンプロッター」とも呼ばれたが、その後ペン以外の金属刃やインクジェットやレーザーを装着するプロッターも登場したので、「ペンプロッター」はペンを装着した特定のタイプだけを指すようになった。
かつては主な用途はCADなどで製図した図面を出力することであった。大判の用紙に出力できるものが一般的となり、それがプロッターの長所のひとつであった。ただし、複数色のペンを切り替えつつカラーの設計図を出力できるプロッターもあったものの、「ペンで線を引く」という方式なので、線を組み合わせた図形しか印刷できず、面の塗りつぶしやグラデーション、自然画の印刷などができないという制約、はつきまとった。こうした特徴や制約を踏まえてプロッターとプリンターは目的や用途に応じて使い分けられてきた歴史がある。
本稿では、広くプロッター全般について述べる。

## 分類・種類
さまざまな分類方法がある。
ペンプロッタ / ペンレス・プロッタに大別する方法もある。「ペンプロッタ」はペンを用いるプロッタ。「ペンレス・プロッタ」とはペンを用いないプロッタの中でもインクジェット・感熱式・静電・レーザ・LEDなどで紙に何かを描くもののことである。
上記のペンレスタイプをさらに細分化し「インクジェットプロッタ」「感熱プロッタ」「静電プロッタ」「レーザープロッタ」などと分類する方法もある。
ラスタプロッタはベクトルデータを点の集合に変換させてビットマップデータを出力させるタイプ。
カッティングプロッタはフィルムや紙やシート類などをカットするために使うプロッターであり、ペンの代わりに金属刃（カッターナイフ）が装着されているものである。
また、フラットベッドタイプ / ドラムタイプ　に大別する方法もある。フラットベッド方式はシートが台の上に固定されヘッドが2次元的に移動するタイプであり、ドラム方式のほうはドラム状の部品が回転しシートが前後に移動しヘッドは左右にだけ動くタイプである。ドラム方式はフラットベッド方式に比べて設置場所の床面積が少なめで済む、という特徴がある。

## 歴史

### 最初のプロッター
最初のプロッターは1953年にレミントンランド社によって発明された。 UNIVACコンピューターと組み合わせて使用し、技術図面を描くのに使われた。
メモリが非常に高価で処理能力が限られていた時代には、高解像度の大きなベクターイメージを描く最速の手段だった。なお、ペンプロッターの描画能力は、可動部のサーボ機能に依存する場合が多く、規模によって使い分けられていた。

### 初期の制御方法
古くはプリンターは文字の印刷しかできず単にテキストのデータをプリンターに送るだけでページ出力を得られたのに対して、プロッターのほうは線画を描くため、「ペンを紙から持ち上げる」、「ペンを紙に置く」、「ここからあそこまで直線をひく」といった命令でペンの動きを一々制御してやる必要があり、多くの制御言語が開発された。特に有名なASCIIベースのプロッター制御言語として、ヒューレット・パッカード (HP) のHPGL2と Houston Instruments のDMPLがある。例えば "PA 3000,2000; PD" といったコマンドがあった。
FORTRANやBASICを使っているプログラマは、一般にそういった制御言語を直接使うことはなく、Calcompライブラリなどのソフトウェアパッケージを使うか、機種に依存しないグラフィックスパッケージを利用した。例えば、BASIC言語の拡張であるHPのAGLライブラリ、DISSPLAのようなハイエンドパッケージがある。それらは機種ごとに異なる座標の範囲に合わせてスケール変換したり、低レベルなコマンドへの翻訳を行う。例えば、HP 9830 でBASIC言語を使って X*X をプロットする場合、次のようなプログラムになる。
```
10 SCALE -1,1,1,1
20 FOR X =-1 to 1 STEP 0.1
30 PLOT X, X*X
40 NEXT X
50 PEN
60 END
```

### 1950年代～1970年代
1959年の Calcomp 565 のような初期のペンプロッターは、紙をローラーの上に置き、ローラーの回転で紙を前後に動かしてX軸方向の動きとし、ペンはY軸方向にだけ動かしていた。この場合、紙の両端には穴が並んでいて、ローラー両端のスプロケットで紙がずれないようにしている。
Computervision の Interact I という機種は、製図用パンタグラフのような機構にボールペンを取り付け、それを動かす電動機をコンピュータで制御する方式だった。動きが遅いという欠点があり、紙を平らに広げて描くため広いスペースを必要としたが、デジタイザーを兼ねることができた。後にペンを取り付ける部分が改良され、自動的に複数のペンを入れ替えて描画できるようになった。それによって多色描画が可能となった。
HPやテクトロニクスは小型のデスクトップサイズのフラットベッド型プロッターを1960年代末から1970年代にかけて発売した。移動するバーにペンが取り付けられていて、バーがX軸方向に動き、ペンはバーに沿ってY軸方向に動くようになっている。バーに重さがあるため、動きは比較的遅かった。

### 1980年代
1980年代、HPは小型軽量な HP 7470 を発売。紙の端を上下からホイールで挟んで前後に動かす "grit wheel" 機構を採用しており、20年ほど前のCalcompのプロッターのような穴が不要だった。両端をウレタンでコーティングされたローラーで挟むため、紙の両端に描画されない余白が生じる。ペンは両端のホイールの間を移動するカートリッジに設置される。このような小型プロッターはデスクトップ・グラフィックス用としてビジネスでも研究室でも人気となったが、描画速度は相変わらず遅いため印刷用途には不向きだった。一つの用途として、グラフィックス・インテリジェント端末 HP 2647 はプロッターを使ってOHPシートに大きな文字や図を描くことができた。これは Microsoft PowerPoint のようなプレゼンテーションソフトウェアの先祖に当たる。インクジェットプリンターやレーザープリンターが高精細な図を印刷できるようになり、メモリもコンピュータも低価格となってラスターイメージを容易に生成できるようになったため、ペンプロッターは存在価値を失った。ただし、"grit wheel" 機構はインクジェット式の大型の工学用プロッターに今でも使われている。
欧米では、6色のペンを備えた HP 7475 プロッター(1982年製)をスーパーマーケットのグリーティングカード売り場などに置き、好きな図柄のカードを作るというサービスが行われていた。

### 1990年代
民生用をターゲットとした製品が開発されたこともあるが（日本ではローランド ディー. ジー.の「スケッチメイト」がある。対応アプリケーションソフトウェアや、ペンと交換できるカッターも用意されていて加工物は薄い対象に限られたがカッティングプロッタにもなった）一般に広く普及するには至らなかった。
2000年代に入る頃には、ペンプロッターはほぼ廃れ、大判のインクジェットプリンターやLEDトナー式のプリンターに取って代わられた。そのようなプリンターをプロッターと称することもあるが、基本的にラスターイメージとして印刷しており、本来のペンを機械的に動かすというプロッターの定義とは異なる。それでも現代のプロッターもHPGL2のようなベクター言語を解釈して印刷できるようになっている。これには、その言語がテキストのコマンドを使って描画方法を効率的に指定できる方法だからという面もある。製図の図面などはラスターイメージで保存するよりもHPGL2などで表した方がずっとコンパクトになる。

### 2010年代
しかし2010年代になると、再びプロッターが脚光を浴びるようになった。プリンターしか見たことのない世代にとってのプロッターの目新しさから、クラウドファンディングで独自開発のプロッターへの出資者を募集して、商品化したケースもあった。レーザー刻印・レーザーカッター機能のついたペンプロッターが、3Dプリンターにより安価に製造可能になったことが要因である。
さらに、プロッター開発は技術的な難易度が低いこともあり、既存商品のプロッターを模倣したり、コピー商品を制作販売する中国企業なども現れるようになった。こうした中国企業のプロッターは、3Dプリンターの普及に伴い安価に製造され、セット化された部品を自分で組み立てる方式にして低価格化し、ネット通販サイトで1.5～3万円ほどで販売されるようになった。こうしたことから一般的とは程遠いものの、プロッターを個人が利用するための環境は以前よりも増えつつある。

## ペンプロッター
ペンプロッターは、ペンなどの器具を紙の上で動かして図を描くため、描けるのは線画に限定され、プリンターのようなビットマップ画像は描けない。ペンプロッターは文字も含めた複雑な線画を描けるが、ペンを機械で動かしているため描画速度はプリンターに比べるとかなり遅い。一般にある領域を色で塗りつぶすことはできず、一定間隔で何本も直線を描くハッチングで塗りつぶしの代替とする。
ペンプロッターは主に製図やCAD用途に使われており、高精細な図を大判の紙に描けるというのが強みである。特別な用途としては、特殊な紙にプロッターで描画することで触覚で絵が感じられるようにし、視覚障害者がイメージを認識できるようにするという用途がある。
プリンターとは異なり、ペンプロッターの速度はページの印刷速度ではなく、ペンの速度と加速度で比較される。ペンプロッターの速度は使用するペンの種類によっても制限され、ペンの選択も最終的な速度を決める重要な要因となっている。実際、最近のペンプロッターには使用するペンの種類に合わせて移動速度を制限するコマンドも用意されている。
プロッター用のペンは様々なものがあり、今では量産されていないものも多い。製図ペンのペン先がよく使われており、手書き用の製図ペンと部品が共通になっているため、新たに入手可能である。HPの初期のプロッターは独自のペンを使用していた。繊維質のペン先の場合、ペン先の磨耗によって線の幅が変化していく。

### ペンプロッターの現代的用例
2000年代中ごろからアーティストやハッカーの間でカスタマイズ可能な出力機器としてペンプロッターを見直す動きがある。紙にペンで線をひくため、通常のデジタル技術での出力とは違った味わいがあることが理由の一つとなっている。30年前の古いペンプロッターであっても動作するものが少なくない。現代の商用のグラフィックスソフトはペンプロッターを直接駆動したりHPGLファイルを作成したりできないものが多いが、現代のOS上でHPGLを扱えるソフトウェアパッケージも存在する。

## 構造
フラットベッド方式
近年のプロッターでフラットベッド方式のものついて言えば、一般的には以下のような部品で出来ている。
- ベッド、土台となる板状の部品
- ヘッドがX軸に沿って移動することを可能にするためのレール状あるいはシャフト状の部品
- ヘッドがY軸に沿って移動することを可能にするためのレール状あるいはシャフト状の部品
- ステッピングモーター
- ベルト
- ヘッド部
- 制御基盤
- 電源基盤